# Isthmotricladia gombakiensis
Isthmotricladia gombakiensis är en svampart som beskrevs av Nawawi 1975. Isthmotricladia gombakiensis ingår i släktet Isthmotricladia, divisionen sporsäcksvampar och riket svampar.   Inga underarter finns listade i Catalogue of Life.